# 富士川滑空場
富士川滑空場（ふじかわかっくうじょう）は、静岡県静岡市清水区の富士川河川敷にある場外離着陸場。

## 概要
富士川河口の堤防内に位置し、滑走路の南端は駿河湾、北端は国道1号（富士由比バイパス）の新富士川橋に近接している。定期便等の就航は無く、休日を中心にグライダーや軽飛行機などの離着陸や訓練に利用されている。天気の良い日は北北東に富士山を望むことができる。

## 人力飛行機の利用
早朝を中心に、大学サークルや社会人サークルによる人力飛行機の試験飛行に使われることがあり、春から「鳥人間コンテスト」開催にかけての期間には多くの人力飛行機が集まる。また、滑走路が海に面しているため、駿河湾を使ったFAI記録飛行の挑戦にも使われることがあり、日本大学理工学部航空研究会は2005年8月6日、ここから離陸して49.172 kmという飛行直線距離の日本記録を樹立した。このように、人力飛行機が頻繁に利用する飛行場は世界的にも非常に珍しい。

## 所在地
- 静岡県静岡市清水区蒲原

- 富士川滑空場の空中写真（2017年撮影）
国土交通省 国土地理院 地図・空中写真閲覧サービスの空中写真を基に作成
- 同滑空場の空中写真（1988年撮影）
国土交通省 国土地理院 地図・空中写真閲覧サービスの空中写真を基に作成